# Ана Видовић
Ана Видовић (Карловац, 8. новембар 1980) је хрватска гитаристкиња и једна од најмлађих виртуоза класичне гитаре у свету. Рођена је у Карловцу, а гитару је по узору на брата Виктора почела да свира у време када је имала 5 година. Са 11 година започела је међународну каријеру, а са 13 је постала најмлађи студент у Музичкој академији у Загребу, где је студирала под вођством професора Иштвана Ромера. Њен углед у Европи довео ју је до позивнице на студије са Мануелом Баруецом из Института Пибоди из Балтимора у Сједињеним Америчким Државама, где је дипломирала у мају 2003. године. У свом интервјуу је изјавила да свира много лествица и да користи метроном.
Ана Видовић је освојила велики број награда и међународна тамичења широм света. Ове награде укључују прво место на Међународном такмечињу Алберта Аугустина у Бату, Енглеска, такмичење „Фернандо Сор“ у Риму и такмичење „Франциско Тарега“ у Беникасиму, Шпанија. Друге велике награде укључују такмичење Евровизије за младе извођаче, такмичење „Мауро Ђулиани“ у Италији, такмичење „Пролеће гитаре“ (Printemps de la Guitare) у Белгији, и такмичење „Међународни младих талената“ у Њујорку.
Извела је преко хиљаду јавних наступа од првог наступа на сцени, који је био 1988. године. Њени међународни наступи обухватају градове Лондон, Париз, Беч, Салзбург, Рим, Будимпешту, Кину, Варшаву, Тел Авив, Осло, Копенхаген, Торонто, Балтимор, Сан Франциско, Ноксвил, Хјустон, Аустин, Далас, Сент Луис, Џакарту, Маурицијус и Зуидларен.
Ана свира Редгејтову класичну гитару.